# О’Коннелл, Даниел
Да́ниел О’Ко́ннелл (англ. Daniel O'Connell, ирл. Dónal Ó Conaill, известный в Ирландии как «Освободитель» (англ. The Liberator) или «Эмансипатор» (англ. The Emancipator); 6 августа 1775, Кэрсивин, графство Керри, Королевство Ирландия — 15 мая 1847, Генуя, Королевство Сардиния) — ирландский политический деятель первой половины XIX века. Выступал активным сторонником Католической эмансипации — права католиков быть избранными в Вестминстерский парламент, которого они не имели в течение более чем столетия, а также отмены Акта об унии Великобритании и Ирландии 1800 года.

## Молодость
Родился в католической семье, некогда богатой, но затем лишённой земель. При покровительстве своего богатого холостого дяди Мориса О’Коннела поступил учиться в Дуэ во Франции, в 1794 году был принят в Линкольнс-Инн, а через два года перешёл в Кингс-Иннс в Дублине, где изучал право. 19 мая 1798 года получил звание барристера. Он отправился в Манстер, где почти десятилетие вёл тихую частную жизнь, не участвуя в политике, и даже выступил с осуждением восстания Роберта Эммета в 1803 году, о котором он писал: «Человек, способный хладнокровно подготовить такое массовое кровопролитие, столько убийств и столько ужасов разного рода, не может быть объектом сочувствия».

## Кампания за Католическую эмансипацию
О’Коннелл возвратился в политику в 1810-е годы. В 1811 году он основал Католический совет (англ. Catholic Board), отстаивавший идею Католической эмансипации, то есть возможности для ирландских католиков избираться в британский парламент. В 1823 году он основал Католическую ассоциацию, которая преследовала и ряд других целей для облегчения положения католиков, в частности: избирательную реформу, реформу Церкви Ирландии, расширение прав арендаторов земель и др. Члены Ассоциации платили взнос в размере одного пенни в месяц — столь малая сумма должна была привлечь в неё католиков-крестьян. В результате уже в первый год существования Ассоциация собрала значительные средства. Эти деньги были использованы на кампанию в поддержку Католической эмансипации, в особенности на финансирование членов парламента, лоббировавших идеи эмансипации.

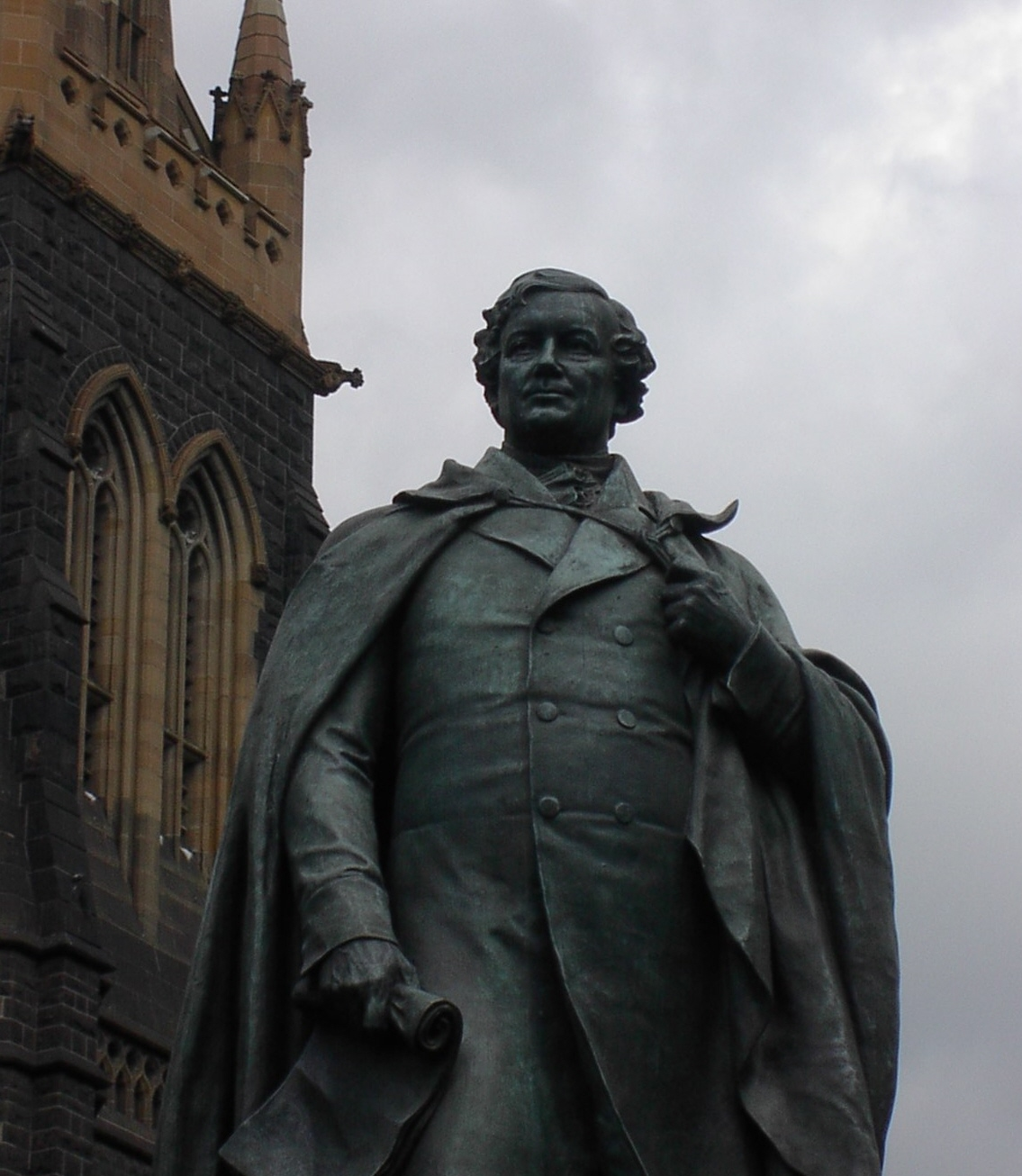
Статуя Дэниела О’Коннелла перед Собором Св. Патрика работы Томаса Брока, установленная в Мельбурне 1891 году

В 1815 году в его жизни произошло серьёзное событие. Дублинская корпорация (название Дублинской мэрии в XVII—начале XX веков) имела репутацию антикатолической, в ней преобладали богатые протестанты. О’Коннелл в своей речи 1815 года обозвал Дублинскую корпорацию («Корпо») «корпорацией попрошаек» (англ. beggarly corporation). Члены и руководство Корпорации были возмущены, и поскольку О’Коннелл отказался принести извинения, один из членов Корпорации, известный бретёр Джон Д’Эстер, вызвал его на поединок, в котором О’Коннелл смертельно ранил своего противника выстрелом в живот. Испытывая муки совести за то, что оставил его семью без кормильца, О’Коннелл предложил вдове часть своего дохода. Та отклонила предложение, однако согласилась, чтобы О’Коннелл регулярно (в течение более чем 30 лет) платил её дочери определённую сумму.
В 1828 году О’Коннелл выиграл дополнительные выборы в Палату общин, однако не смог занять места в Парламенте, поскольку должен был принести присягу королю как главе церкви, что было несовместимо с католицизмом. Премьер-министр герцог Веллингтон и министр внутренних дел Роберт Пиль, будучи сами противниками Католической эмансипации, но опасаясь массовых волнений, ходатайствовали перед королём Георгом IV о том, чтобы не только члены Церкви Ирландии, но и католики и члены других христианских конфессий получили возможность становиться членами Парламента. При участии вигов такое право было им предоставлено законом 1829 года. Тем не менее, закон не имел обратной силы, и О’Коннелл должен был пойти на переизбрание; он был переизбран на безальтернативной основе 30 июля 1829 года.
Как член Парламента, О’Коннелл выступил в поддержку бунтовщиков, отказывавшихся платить принудительные подати в поддержку официальной Церкви Ирландии (данная церковь была протестантской, тогда как большинство крестьян были католиками). Несмотря на это, он не поддержал в 1838 году требования о полной отмене данных податей, опасаясь утратить поддержку вигов.
В 1841 году Дэниел О’Коннелл стал первым католическим лорд-мэром Дублина со времён правления Якова II — последнего католического монарха Великобритании.

## Кампания за роспуск британо-ирландской унии

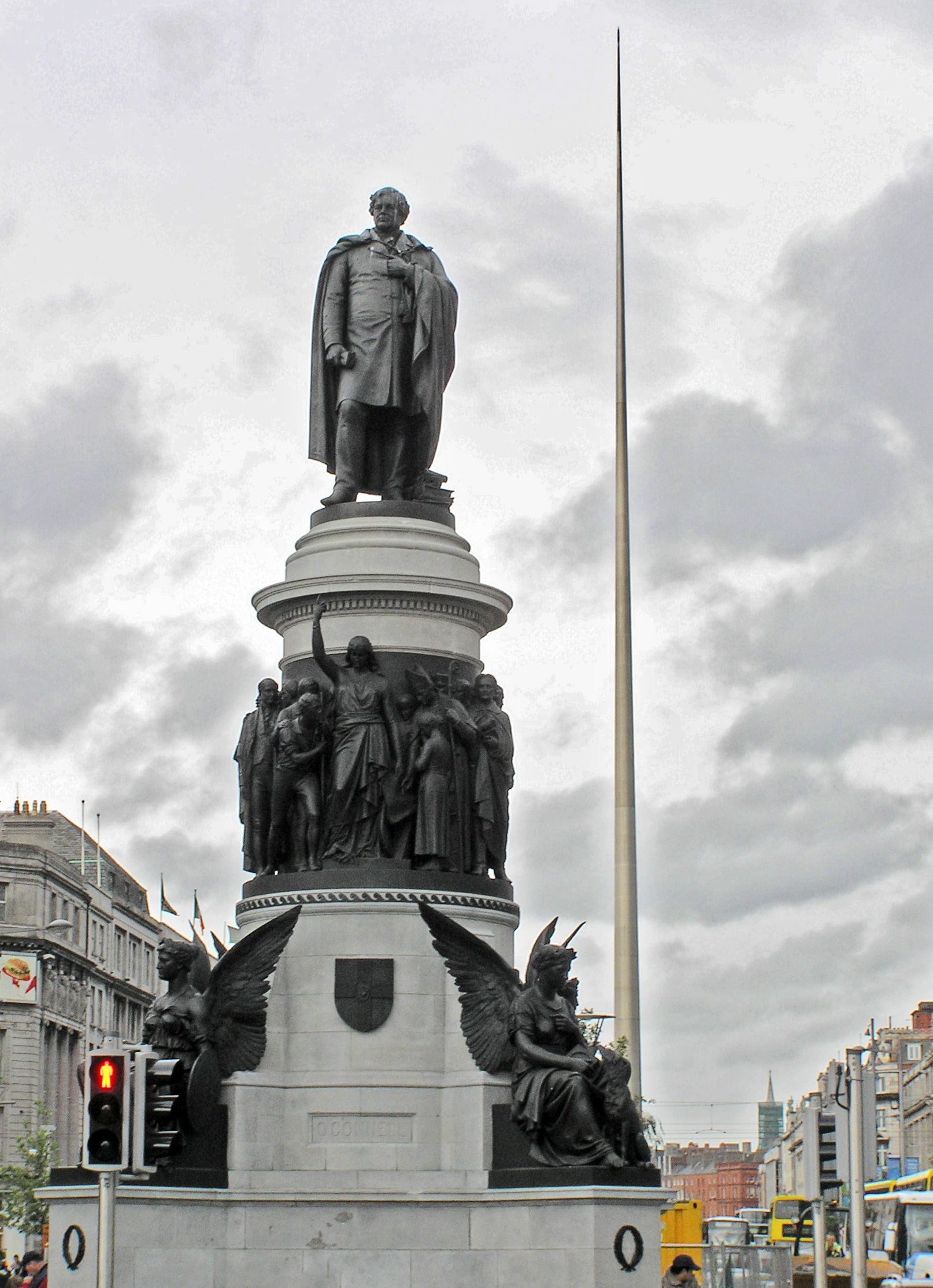
Памятник О’Коннеллу работы скульпторов Джона Генри Фоли и Томаса Брока, открытый в Дублине в 1882 году

После достижения целей Католической эмансипации О’Коннелл направил усилия на отмену Закона 1800 г. об унии между Великобританией и Ирландией. Для этой цели он основал Ассоциацию отзыва (унии) (англ. Repeal Association). Он призывал к восстановлению независимого Королевства Ирландия, в качестве монарха которого он видел будущую королеву Викторию. Для продвижения своей идеи он организовал ряд митингов в Ирландии (за исключением территории протестантского Ольстера), собравшие чрезвычайно большое количество участников (на каждом присутствовало около 100 000 человек). Премьер-министр Роберт Пиль был крайне озабочен подобными митингами. В результате О’Коннелл был арестован, приговорён к заключению сроком на 1 год и штрафу в £2000, однако был выпущен из тюрьмы через 3 месяца по решению Палаты Лордов. Здоровье его сильно пошатнулось во время заключения, и после выхода из тюрьмы его политическая активность сходит на нет.

## Смерть и наследие

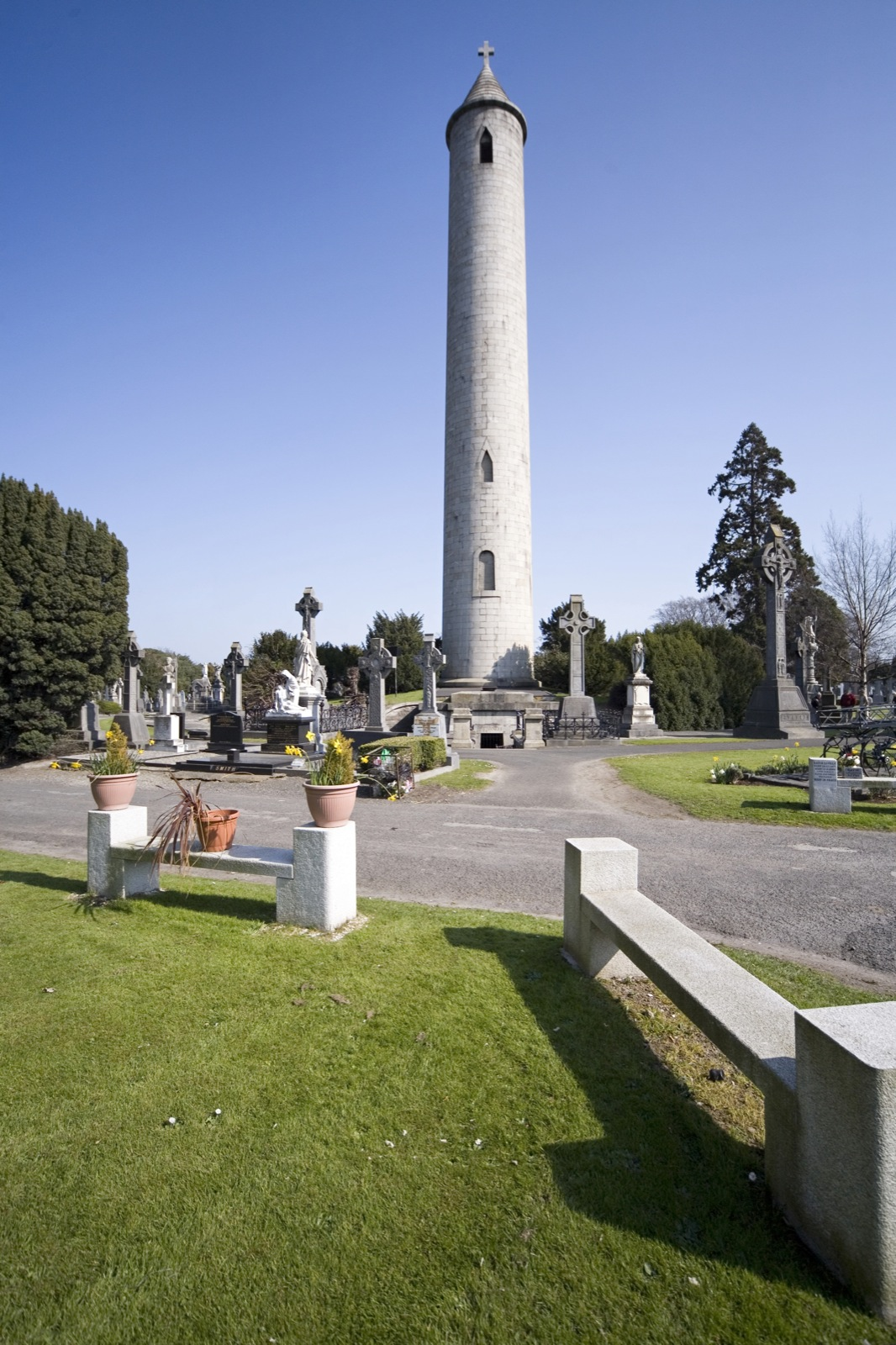
Круглая башня на могиле О’Коннелла на кладбище Гласневин

О’Коннелл умер от размягчения мозга в 1847 году в Генуе (Италия), где он находился, совершая паломничество в Рим, в возрасте 71 года. На его здоровье серьёзно сказалось пребывание в тюрьме. Согласно его завещанию, сердце его было похоронено в Риме, а тело — на кладбище Гласневин в Дублине под круглой башней. Позднее там же похоронены его сыновья.

## Семья
В 1802 году О’Коннелл женился на своей двоюродной сестре, Мэри О’Коннелл. У них родилось четыре дочери (трое дожили до зрелого возраста) и четверо сыновей. Все сыновья стали впоследствии членами парламента. Одна из внучек была второй женой русского художника Ивана Билибина.

## Политические убеждения и программа

O’Коннелл на ирландской банкноте £20

Хотя родным языком О’Коннелла был ирландский, он пропагандировал распространение английского языка среди ирландцев с целью повышения их культуры. Хотя наиболее важным его достижением является кампания за католическую эмансипацию, он также выступал за права ирландских евреев. По его настоянию в 1846 году был отменён британский закон «De Judaismo», предписывающий ношение евреями специальной одежды. О’Коннелл говорил: «Ирландия… это единственная известная мне страна, не запятнавшая себя ни единым актом преследования евреев».